# Corsair International
Corsair International är ett franskt flygbolag, grundat 1981. Corsair International flyger franska tuister till både Europa och resten av världens hörn. Flygplansflottan båstår mestadels av Boeing 747-400. Det ingår i chartergruppen TUI, där även TUI Sverige ingår.  Flygplansflottan var märkt med Corsairfly under en övergångsperiod mellan 2005 och 2008.

## Flotta
Corsairs International flygplansflotta (från juni 2009):
- 2 Airbus A330-200
- 6 Boeing 747-400